# Kurelaane (Elva)
Kurelaane est une localité de la commune d'Elva, en Estonie.
Au 31 décembre 2011, il compte 74 habitants.